# واسیل یرمیلوف
واسیل یرمیلوف (اوکراینی: Василь Дмитрович Єрмилов؛ ۲۲ مارس ۱۸۹۴ – ۶ ژانویه ۱۹۶۸) نقاش، و تصویرگر اهل اتحاد جماهیر شوروی سوسیالیستی بود.